# Luciano Moura
Luciano Sérgio Moura da Silva (Recife, 18 de julho de 1963)  é um engenheiro civil e político brasileiro, filiado ao Partido Comunista do Brasil (PCdoB). Foi eleito deputado estadual de Pernambuco com 0,70% dos votos, 29.497 votos válidos.